# Sergio Bardotti
Sergio Bardotti, né le 14 février 1939 à Pavie et décédé le 11 avril 2007 à Rome, est un auteur-compositeur-interprète et parolier italien des années 1960.

## Biographie
Sergio Bardotti s'est diplômé en sciences humaines à l'Université de Pavie. Puis tout en étudiant le piano pendant sept ans, il rejoint l'École supérieure de musique et obtient le diplôme en théorie et solfège.
Sergio Bardotti a collaboré avec de nombreux auteurs italiens, parmi lesquels: Gino Paoli, Lucio Dalla, Ornella Vanoni, Sergio Endrigo, Rita Pavone, Patty Pravo et a composé les paroles de nombreuses reprises en italien d'auteurs tels que: Charles Aznavour, Alain Barrière, Paul Anka, Chico Buarque.
Sergio Bardotti est décédé à Rome en 2007 d'un arrêt cardiaque à l'âge de 68 ans.

## Chansons écrites par Sergio Bardotti
| Année | Titre                                                 | Paroles                                                        | Musique                                          | Interprètes                                                               |
| ----- | ----------------------------------------------------- | -------------------------------------------------------------- | ------------------------------------------------ | ------------------------------------------------------------------------- |
| 1963  | La nostra casa                                        | Sergio Bardotti                                                | Flavio Carraresi                                 | Gino Paoli e Riccardo Del Turco                                           |
| 1963  | Era d'estate                                          | Sergio Bardotti                                                | Sergio Endrigo                                   | Sergio Endrigo                                                            |
| 1963  | La tua stanza                                         | Sergio Bardotti                                                | Mario Cantini in arte Pelleschi                  | Pino Catini                                                               |
| 1963  | Un mare blu                                           | Sergio Bardotti                                                | Pelleschi                                        | I Metafisici                                                              |
| 1964  | Solamente Mia                                         | Sergio Bardotti                                                | Gian Piero Reverberi                             | Giancarlo Guardabassi                                                     |
| 1964  | Ti credevo felice                                     | Sergio Bardotti e Mogol                                        | André Popp                                       | Fabrizio Capucci (ARC AN 4030)                                            |
| 1964  | Se per me parlasse il cuore                           | Sergio Bardotti                                                | Luis Enriquez Bacalov                            | Stelvia Ciani (ARC AN 4031)                                               |
| 1964  | Per la vita (Sur ma vie)                              | Sergio Bardotti                                                | Charles Aznavour                                 | Charles Aznavour (Barclay BL 9022)                                        |
| 1964  | Questa giovinezza (Sa jeunesse)                       | Sergio Bardotti                                                | Charles Aznavour                                 | Charles Aznavour (Barclay BL 9023)                                        |
| 1964  | Ti voglio come sei                                    | Sergio Bardotti                                                | Gerry Goffin e Carole King                       | Rosy (RCA Italiana PML 10371)                                             |
| 1964  | Datemi un martello                                    | Sergio Bardotti                                                | Pete Seeger                                      | Rita Pavone (45 tours)                                                    |
| 1964  | Te lo leggo negli occhi                               | Sergio Bardotti e Sergio Endrigo                               | Sergio Endrigo                                   | Dino, Giorgio Gaber, Franco Battiato                                      |
| 1964  | Lei (non è per me)                                    | Sergio Bardotti e Gino Paoli                                   | Tradizionale                                     | Lucio Dalla                                                               |
| 1965  | Vivrò/Ma vie                                          | Gino Paoli e Sergio Bardotti                                   | Alain Barrière                                   | Alain Barrière                                                            |
| 1965  | Maria la bionda (Marie Joconde)                       | Sergio Bardotti                                                | Alain Barrière                                   | Alain Barrière (45 tours)                                                 |
| 1965  | L'ora di piangere                                     | Sergio Bardotti                                                | George Morton                                    | Lucio Dalla (45 tours)                                                    |
| 1965  | Spiral Waltz                                          | Sergio Bardotti                                                | Piero Piccioni                                   | Mina (album La decima vittima) The Transistors                            |
| 1965  | La verità                                             | Sergio Bardotti                                                | Carlo Pes e Armando Trovajoli                    | Paul Anka - Carmen Villani (45 tours)                                     |
| 1965  | Thrilling (La regola del gioco)                       | Sergio Bardotti e Gianni Musy                                  | Ennio Morricone                                  | Rita Monico                                                               |
| 1965  | Il ragazzo di ghiaccio                                | Sergio Bardotti                                                | Ennio Morricone                                  | Dino                                                                      |
| 1965  | In fondo ai miei occhi                                | Sergio Bardotti                                                | Ennio Morricone                                  | Anna Moffo (RCA Victor 45N-1468)                                          |
| 1965  | Un fiore è nato                                       | Sergio Bardotti                                                | Gino Paoli                                       | Anna Moffo (RCA Victor 45N-1468)                                          |
| 1965  | Ho messo gli occhi su ti de                           | Sergio Bardotti                                                | Ennio Morricone                                  | Dino (RCA Original Cast SP 8013)                                          |
| 1965  | Le cose più importanti                                | Sergio Bardotti                                                | Ennio Morricone                                  | Pierfilippi (RCA Italiana PM45-3336)                                      |
| 1966  | Il mondo nei tuoi occhi                               | Giuseppe Cassia e Sergio Bardotti                              | Burt Bacharach                                   | Gianni Morandi                                                            |
| 1966  | Comincia l'amore                                      | Sergio Bardotti                                                | Gian Franco Reverberi                            | Dino                                                                      |
| 1966  | Chi più di me                                         | Sergio Bardotti                                                | Paul Anka                                        | Dino                                                                      |
| 1966  | Non è mai tardi                                       | Sergio Bardotti                                                | Shadow Morton                                    | Rita Monico                                                               |
| 1966  | Prendi la chitarra e vai                              | Sergio Bardotti                                                | Roger Greenway et Roger Cook                     | The Motowns (45 tours)                                                    |
| 1966  | Quando ero soldato                                    | Sergio Bardotti                                                | Gian Franco Reverberi                            | Lucio Dalla                                                               |
| 1966  | Mondo di uomini/It's a man's man's man's world        | Sergio Bardotti e Luigi Tenco                                  | James Brown                                      | Lucio Dalla                                                               |
| 1966  | 1999                                                  | Sergio Bardotti                                                | Gian Franco Reverberi e Lucio Dalla              | Lucio Dalla                                                               |
| 1966  | L.S.D.                                                | Sergio Bardotti                                                | Gian Franco Reverberi e Lucio Dalla              | Lucio Dalla                                                               |
| 1966  | La paura                                              | Sergio Bardotti                                                | Gian Franco Reverberi e Lucio Dalla              | Lucio Dalla                                                               |
| 1966  | Tutto il male del mondo                               | Sergio Bardotti                                                | Gian Franco Reverberi e Lucio Dalla              | Lucio Dalla                                                               |
| 1966  | Io non ci sarò                                        | Sergio Bardotti                                                | Gian Franco Reverberi e Lucio Dalla              | Lucio Dalla                                                               |
| 1966  | Paff...bum!                                           | Sergio Bardotti                                                | Gian Franco Reverberi                            | Lucio Dalla(45 tours)                                                     |
| 1966  | Johnny no/Thunder 'n' lightnin'                       | Sergio Bardotti e Luigi Tenco                                  | Hoyt Axton                                       | The Primitives (45 tours)                                                 |
| 1966  | Yeeeeeeh!/I ain't gonna eat my heart anymore)         | Sergio Bardotti e Luigi Tenco                                  | Pamela Sawyer e Lori Burton                      | The Primitives (45 tours)                                                 |
| 1967  | Nasce una vita                                        | Sergio Bardotti                                                | Jimmy Fontana                                    | Edoardo Vianello (45 tours)                                               |
| 1967  | Tu più lui                                            | Sergio Bardotti                                                | Gian Franco Reverberi                            | I Sagittari (45 tours)                                                    |
| 1967  | Vai via malinconia                                    | Sergio Bardotti                                                | Ennio Morricone                                  | Maysa Matarazzo (45 tours)                                                |
| 1967  | Dirgli solo no                                        | Sergio Bardotti                                                | Ennio Morricone                                  | Maysa Matarazzo (45 tours)                                                |
| 1967  | Uno di noi                                            | Sergio Bardotti                                                | Pelleschi                                        | Miranda Martino (45 tours)                                                |
| 1968  | Se perdo te/The time has come                         | Sergio Bardotti                                                | Paul Korda                                       | Patty Pravo                                                               |
| 1968  | Perché non dormi fratello                             | Sergio Bardotti e Sergio Endrigo                               | Sergio Endrigo                                   | Sergio Endrigo (45 tours)                                                 |
| 1968  | Canzone per te                                        | Sergio Bardotti e Sergio Endrigo                               | Sergio Endrigo                                   | Sergio Endrigo (45 tours) Roberto Carlos (45 tours)                       |
| 1968  | Fatalità                                              | Sergio Bardotti                                                | Piero Pintucci                                   | Bertas (45 tours) Ornella Vanoni                                          |
| 1969  | Ti credevo felice                                     | Sergio Bardotti e Mogol                                        | André Popp                                       | Dino                                                                      |
| 1969  | Chi è/Get back                                        | Sergio Bardotti                                                | Paul McCartney et John Lennon                    | Juniors                                                                   |
| 1969  | Tu sei bella come sei                                 | Sergio Bardotti e Giuseppe Cassia                              | Marcello Marrocchi e Mario Vicari                | Mal dei Primitives (45 tours), Showmen (45 tours)                         |
| 1969  | Baci baci baci                                        | Sergio Bardotti                                                | Franco Bracardi                                  | Wilma Goich (45 tours) e The Sweet Inspirations (45 tours)                |
| 1969  | E fuori tanta neve(Venise sous la neige)/Parigi è là  | Sergio Bardotti, Michelle Senlis                               | Francis Lai                                      | Jacqueline Dulac (45 tours) (RCA Victor N 1554)                           |
| 1969  | Una breve stagione                                    | Sergio Bardotti                                                | Ennio Morricone                                  | Sergio Endrigo (45 tours)                                                 |
| 1969  | San Firmino                                           | Sergio Bardotti e Sergio Endrigo                               | Sergio Endrigo                                   | Sergio Endrigo (45 tours)                                                 |
| 1969  | Poema degli occhi/Poema dos olhos da amada            | Sergio Bardotti da Vinicius de Moraes                          | Paulo Soledade                                   | Sergio Endrigo (album La vita, amico, è l'arte dell'incontro) Patty Pravo |
| 1969  | La casa                                               | Sergio Bardotti e Sergio Endrigo                               | Vinicius de Moraes                               | Sergio Endrigo                                                            |
| 1970  | Rotativa                                              | Sergio Bardotti                                                | Chico Buarque                                    | Chico Buarque                                                             |
| 1970  | Samba e amore                                         | Sergio Bardotti                                                | Chico Buarque                                    | Chico Buarque                                                             |
| 1970  | Sogno di un carnevale                                 | Sergio Bardotti                                                | Chico Buarque                                    | Chico Buarque                                                             |
| 1970  | Lei no, lei sta ballando                              | Sergio Bardotti                                                | Chico Buarque                                    | Chico Buarque                                                             |
| 1970  | Il nome di Maria                                      | Sergio Bardotti                                                | Chico Buarque                                    | Chico Buarque                                                             |
| 1970  | Funerale di un contadino                              | Sergio Bardotti                                                | Chico Buarque                                    | Chico Buarque                                                             |
| 1970  | In te                                                 | Sergio Bardotti                                                | Chico Buarque                                    | Chico Buarque                                                             |
| 1970  | Queste e quelle                                       | Sergio Bardotti                                                | Chico Buarque                                    | Chico Buarque                                                             |
| 1970  | Tu sei una di noi                                     | Sergio Bardotti                                                | Chico Buarque                                    | Chico Buarque                                                             |
| 1970  | Nicanor                                               | Sergio Bardotti                                                | Chico Buarque                                    | Chico Buarque                                                             |
| 1970  | In memoria di un congiurato                           | Sergio Bardotti                                                | Chico Buarque                                    | Chico Buarque                                                             |
| 1970  | Ed ora dico sul serio                                 | Sergio Bardotti                                                | Chico Buarque                                    | Chico Buarque                                                             |
| 1970  | Il fiume e la città                                   | Sergio Bardotti                                                | Lucio Dalla                                      | Lucio Dalla                                                               |
| 1970  | K.O.                                                  | Sergio Bardotti                                                | Lucio Dalla                                      | Lucio Dalla                                                               |
| 1970  | Dolce Susanna                                         | Sergio Bardotti e Gianfranco Baldazzi                          | Lucio Dalla                                      | Lucio Dalla Rosalino Cellamare (45 tours)                                 |
| 1970  | Occhi di ragazza                                      | Sergio Bardotti e Gianfranco Baldazzi                          | Lucio Dalla                                      | Lucio Dalla Gianni Morandi Ron & Gianni Morandi                           |
| 1970  | Fumetto                                               | Sergio Bardotti e Gianfranco Baldazzi                          | Lucio Dalla                                      | Lucio Dalla                                                               |
| 1970  | Dimmi cosa aspetti ancora                             | Sergio Bardotti e Gianfranco Baldazzi                          | Daniela Casa                                     | Dominga                                                                   |
| 1970  | Africa                                                | Sergio Bardotti e Paola Pallottino                             | Lucio Dalla                                      | Lucio Dalla                                                               |
| 1970  | Sylvie                                                | Sergio Bardotti e Gianfranco Baldazzi                          | Lucio Dalla                                      | Lucio Dalla                                                               |
| 1970  | Un minuto di libertà                                  | Sergio Bardotti                                                | Salvatore Ruisi                                  | The Pennies                                                               |
| 1970  | E fuori tanta neve (Venise sous la neige)/Parigi è là | Sergio Bardotti, Michelle Senlis                               | Francis Lai                                      | Wilma Goich (45 tours) N 1554                                             |
| 1971  | Torna insieme a lei                                   | Sergio Bardotti                                                | José Feliciano e Rick Jarrard                    | Patty Pravo                                                               |
| 1971  | Chi ti darà                                           | Sergio Bardotti                                                | Scotty Fagin, Doc Pomus e Mort Shuman            | Patty Pravo                                                               |
| 1971  | Itaca                                                 | Sergio Bardotti e Gianfranco Baldazzi                          | Lucio Dalla                                      | Lucio Dalla                                                               |
| 1971  | La casa in riva al mare                               | Sergio Bardotti e Gianfranco Baldazzi                          | Lucio Dalla                                      | Lucio Dalla                                                               |
| 1971  | Per due innamorati                                    | Sergio Bardotti e Gianfranco Baldazzi                          | Lucio Dalla                                      | Lucio Dalla                                                               |
| 1971  | Strade su strade                                      | Sergio Bardotti                                                | Lally Stott                                      | Lucio Dalla                                                               |
| 1971  | L'ultima vanità                                       | Sergio Bardotti e Gianfranco Baldazzi                          | Lucio Dalla                                      | Lucio Dalla                                                               |
| 1971  | E io tra di voi (Et moi dans mon coin)                | Sergio Bardotti                                                | Charles Aznavour                                 | Charles Aznavour (album E fu subito Aznavour)                             |
| 1971  | Love story                                            | Sergio Bardotti                                                | Francis Lai                                      | Patty Pravo                                                               |
| 1971  | Canzone degli amanti/La chanson des vieux amants      | Sergio Bardotti e Duilio Del Prete                             | Jacques Brel                                     | Patty Pravo Franco Battiato (album Fleurs)                                |
| 1971  | Morire...dormire...forse sognare                      | Sergio Bardotti                                                | Luis Enriquez Bacalov                            | Patty Pravo                                                               |
| 1972  | Quando verranno i giorni                              | Gianfranco Baldazzi e Sergio Bardotti                          | Piero Piccioni                                   | Mireille Mathieu                                                          |
| 1972  | Canzona (There will be time)                          | Gianfranco Baldazzi e Sergio Bardotti                          | Luis Enriquez Bacalov                            | Osanna                                                                    |
| 1972  | Nata libera                                           | Gianfranco Baldazzi e Sergio Bardotti                          | Piero Piccioni                                   | Mireille Mathieu                                                          |
| 1972  | Valsinha                                              | Sergio Bardotti                                                | Chico Buarque de Hollanda e Vinicius de Moraes   | Patty Pravo Mia Martini                                                   |
| 1972  | Piazza Grande                                         | Sergio Bardotti e Gianfranco Baldazzi                          | Lucio Dalla e Rosalino Cellamare                 | Lucio Dalla (45 tours)                                                    |
| 1972  | Anche tu                                              | Sergio Bardotti                                                | Luis Bacalov                                     | Ricchi e Poveri (45 tours)                                                |
| 1974  | La gente e me/Chuva, suor e cerveja                   | Sergio Bardotti                                                | Caetano Veloso                                   | Ornella Vanoni (45 tours)                                                 |
| 1975  | Se non avessi Giulia                                  | Sergio Bardotti                                                | Maurizio Fabrizio                                | Maurizio Fabrizio (45 tours)                                              |
| 1975  | 9 di sera/A televisão                                 | Sergio Bardotti                                                | Chico Buarque de Hollanda                        | Enzo Jannacci                                                             |
| 1975  | Volesse il cielo                                      | Sergio Bardotti                                                | Vinicius de Moraes                               | Mia Martini                                                               |
| 1975  | Roma (non si discute, si ama)                         | Sergio Bardotti e Antonello Venditti                           | Antonello Venditti e Giampiero Scalamogna        | Antonello Venditti (45 tours)                                             |
| 1975  | Incontro                                              | Sergio Bardotti                                                | Maurizio Fabrizio e Giampiero Scalamogna         | Patty Pravo                                                               |
| 1975  | Crescendo                                             | Sergio Bardotti                                                | Dario Baldan Bembo                               | Dario Baldan Bembo (45 tours)                                             |
| 1975  | Gabbiani                                              | Sergio Bardotti                                                | Dario Daldan Bembo                               | Dario Baldan Bembo (45 tours)                                             |
| 1976  | Accendi una luna/Acende uma lua no ceu)               | Sergio Bardotti                                                | Vinicius de Moraes et Toquinho                   | Ornella Vanoni, Vinicius de Moraes et Toquinho                            |
| 1976  | La rosa spogliata/A rosa desfolhada                   | Sergio Bardotti                                                | Vinicius de Moraes et Toquinho                   | Ornella Vanoni, Vinicius de Moraes et Toquinho                            |
| 1976  | La voglia, la pazzia                                  | Sergio Bardotti                                                | Vinicius de Moraes et Toquinho                   | Ornella Vanoni, Vinicius de Moraes et Toquinho                            |
| 1976  | Senza paura/Sem medo                                  | Sergio Bardotti                                                | Vinicius de Moraes e Toquinho                    | Ornella Vanoni, Vinicius de Moraes et Toquinho                            |
| 1976  | Due storie dei musicanti                              | Sergio Bardotti                                                | Luis Bacalov                                     | Ricchi e Poveri (album I musicanti)                                       |
| 1976  | Piccolo                                               | Sergio Bardotti                                                | Ruggero Cini                                     | Fiorella Mannoia (45 tours)                                               |
| 1977  | La costruzione/Construção                             | Sergio Bardotti e Enzo Jannacci                                | Chico Buarque de Hollanda                        | Enzo Jannacci (album Secondo te...Che gusto c'è?)                         |
| 1977  | Isotta                                                | Sergio Bardotti                                                | Pippo Caruso (en)                                | Pippo Franco                                                              |
| 1977  | Ninna-nanna-nonna                                     | Sergio Bardotti                                                | Pippo Caruso (en)                                | Pippo Franco                                                              |
| 1978  | Aldebaran                                             | Sergio Bardotti, Gianni Belleno e Giorgio D'Adamo              | Vittorio De Scalzi, Nico Di Palo e Ricky Belloni | New Trolls                                                                |
| 1978  | Quella carezza della sera                             | Sergio Bardotti, Gianni Belleno e Giorgio D'Adamo              | Vittorio De Scalzi, Nico Di Palo e Ricky Belloni | New Trolls                                                                |
| 1978  | Questo amore                                          | Sergio Bardotti e Mauro Lusini                                 | Ezio Maria Picciotta e Dario Farina              | Ricchi e Poveri                                                           |
| 1979  | Che idea                                              | Sergio Bardotti, Gianni Belleno e Giorgio D'Adamo              | Vittorio De Scalzi, Nico Di Palo e Ricky Belloni | New Trolls                                                                |
| 1979  | Domenica di Napoli                                    | Sergio Bardotti, Lucio Dalla, Gianni Belleno e Giorgio D'Adamo | Vittorio De Scalzi, Nico Di Palo e Ricky Belloni | New Trolls (                                                              |
| 1979  | OK! (Fiamme sul pacifico)                             | Sergio Bardotti, Gianni Belleno e Giorgio D'Adamo              | Vittorio De Scalzi, Nico Di Palo e Ricky Belloni | New Trolls                                                                |
| 1980  | Ricetta di donna                                      | Sergio Bardotti, Ornella Vanoni e Paolo Amerigo Cassella       | Totò Savio e Michele Zarrillo                    | Ornella Vanoni (album Ricetta di donna) Roberto Vecchioni                 |
| 1981  | Musica musica                                         | Sergio Bardotti e Ornella Vanoni                               | Maurizio Fabrizio                                | Ornella Vanoni                                                            |
| 1981  | Vai Valentina                                         | Sergio Bardotti e Ornella Vanoni                               | Maurizio Fabrizio                                | Ornella Vanoni                                                            |
| 1981  | La gonna                                              | Sergio Bardotti e Nini Giacomelli                              | Renato Pareti                                    | Ornella Vanoni                                                            |
| 1981  | Fandango                                              | Sergio Bardotti e Nini Giacomelli                              | Maurizio Fabrizio                                | Ornella Vanoni                                                            |
| 1982  | Alberi d'inverno                                      | Sergio Bardotti - Nini Giacomelli                              | Dario Baldan Bembo                               | Dario Baldan Bembo                                                        |
| 1982  | Amico è                                               | Sergio Bardotti - Nini Giacomelli - Mike Bongiorno             | Dario Baldan Bembo                               | Dario Baldan Bembo                                                        |
| 1982  | Preghiera per la musica                               | Sergio Bardotti - Nini Giacomelli                              | Dario Baldan Bembo                               | Dario Baldan Bembo                                                        |
| 1982  | Insieme                                               | Sergio Bardotti - Nini Giacomelli                              | Dario Baldan Bembo                               | Dario Baldan Bembo                                                        |
| 1982  | Voci di città                                         | Sergio Bardotti - Nini Giacomelli                              | Dario Baldan Bembo                               | Dario Baldan Bembo                                                        |
| 1982  | Favola di primavera                                   | Sergio Bardotti - Nini Giacomelli                              | Dario Baldan Bembo                               | Dario Baldan Bembo                                                        |
| 1982  | Spirito della Terra                                   | Sergio Bardotti - Nini Giacomelli                              | Dario Baldan Bembo                               | Dario Baldan Bembo                                                        |
| 1982  | A sud ovest del Balmun                                | Sergio Bardotti - Nini Giacomelli                              | Dario Baldan Bembo                               | Dario Baldan Bembo                                                        |
| 1982  | Fattoria                                              | Sergio Bardotti - Nini Giacomelli                              | Dario Baldan Bembo                               | Dario Baldan Bembo                                                        |
| 1982  | Le voci del mattino                                   | Sergio Bardotti                                                | Umberto Bindi                                    | Umberto Bindi                                                             |
| 1982  | Signora di una sera                                   | Sergio Bardotti                                                | Umberto Bindi                                    | Umberto Bindi                                                             |
| 1982  | Caro qualcuno                                         | Sergio Bardotti                                                | Umberto Bindi                                    | Umberto Bindi Mina                                                        |
| 1982  | L'impossibile idea                                    | Sergio Bardotti                                                | Umberto Bindi                                    | Umberto Bindi                                                             |
| 1983  | Grazie perché/We've got tonight                       | Sergio Bardotti - Nini Giacomelli                              | Bob Seger                                        | Gianni Morandi                                                            |
| 1984  | I grandi cacciatori                                   | Sergio Bardotti - Nini Giacomelli                              | Chamfort - Serge Gainsbourg                      | Ornella Vanoni                                                            |
| 1984  | El mosquito                                           | Sergio Bardotti - Nini Giacomelli                              | Pino Massara (it)                                | La Banda del Pallone Giallo - Bandiera Gialla                             |
| 1984  | Aufwiedersehen bambino                                | Sergio Bardotti - Nini Giacomelli                              | Pino Massara                                     | La Banda del Pallone Giallo - Bandiera Gialla                             |
| 1984  | Amici per la pelle                                    | Sergio Bardotti - Nini Giacomelli                              | Pino Massara                                     | La Banda del Pallone Giallo - Bandiera Gialla                             |
| 1984  | Superfantastico                                       | Sergio Bardotti - Nini Giacomelli                              | Felisatti- Ballestreros                          | La Banda del Pallone Giallo - Bandiera Gialla                             |
| 1984  | Ba ba bambina                                         | Sergio Bardotti - Nini Giacomelli                              | Pino Massara                                     | La Banda del Pallone Giallo - Bandiera Gialla                             |
| 1984  | Quel naso qui                                         | Sergio Bardotti - Nini Giacomelli                              | Alvarez- Bermudes                                | La Banda del Pallone Giallo - Bandiera Gialla                             |
| 1984  | Banzai Samurai                                        | Sergio Bardotti - Nini Giacomelli                              | Pino Massara                                     | La Banda del Pallone Giallo - Bandiera Gialla                             |
| 1984  | Pagliaccio                                            | Sergio Bardotti - Tinin Mantegazza                             | Pino Massara                                     | La Banda del Pallone Giallo - Bandiera Gialla                             |
| 1984  | Bicicletta                                            | Sergio Bardotti - Nini Giacomelli                              | Toquinho                                         | Jairzinho                                                                 |
| 1984  | Il foglio di carta                                    | Sergio Bardotti - Nini Giacomelli                              | Toquinho                                         | Jairzinho                                                                 |
| 1984  | La palla                                              | Sergio Bardotti - Nini Giacomelli                              | Toquinho                                         | Jairzinho - Ciccio Graziani                                               |
| 1985  | Quante volte (sono stato per arrendermi)              | Sergio Bardotti                                                | Umberto Bindi                                    | Johnny Dorelli                                                            |
| 1985  | La cosa si fa                                         | Sergio Bardotti                                                | Umberto Bindi                                    | Johnny Dorelli                                                            |
| 1985  | Senza lei                                             | Sergio Bardotti - Nini Giacomelli                              | Vladi Tosetto                                    | Vladi Tosetto (Q-Disc)                                                    |
| 1985  | Amica mia (atto di resa)                              | Sergio Bardotti - Nini Giacomelli                              | Vladi Tosetto                                    | Vladi Tosetto (Q-Disc)                                                    |
| 1985  | Sono in viaggio                                       | Sergio Bardotti - Nini Giacomelli                              | Vladi Tosetto                                    | Vladi Tosetto (Q-Disc)                                                    |
| 1985  | La casa mai finita                                    | Sergio Bardotti - Nini Giacomelli                              | Vladi Tosetto                                    | Vladi Tosetto (Q-Disc)                                                    |
| 1985  | Vivi                                                  | Sergio Bardotti - Nini Giacomelli                              | Vladi Tosetto                                    | Vladi Tosetto (Q-Disc)                                                    |
| 1985  | Caterina                                              | Sergio Bardotti - Nini Giacomelli                              | Pino Massara                                     | Marina Pagano (Q-Disc)                                                    |
| 1985  | Io ti perdono                                         | Sergio Bardotti - Nini Giacomelli                              | Pino Massara                                     | Marina Pagano (Q-Disc)                                                    |
| 1989  | Momenti sì momenti no (Les Bons Moments)              | Sergio Bardotti - Nini Giacomelli                              | Charles Aznavour                                 | Charles Aznavour                                                          |
| 1989  | Ti voglio dire addio (Je Veux Te Dire Adieu)          | Sergio Bardotti - Nini Giacomelli                              | Charles Aznavour                                 | Charles Aznavour                                                          |
| 1989  | Te contro me (Toi contre Moi)                         | Sergio Bardotti - Nini Giacomelli                              | Charles Aznavour                                 | Charles Aznavour                                                          |
| 1989  | Dormire con lei, signora/Dormir Avec Vous, Madame     | Sergio Bardotti - Nini Giacomelli                              | Charles Aznavour                                 | Charles Aznavour (album Momenti sì momenti no)                            |
| 1989  | Io bevo/Je Bois                                       | Sergio Bardotti - Nini Giacomelli                              | Charles Aznavour Garvarentz                      | Charles Aznavour                                                          |
| 1989  | Di già (Déjà )                                        | Sergio Bardotti - Nini Giacomelli                              | Charles Aznavour                                 | Charles Aznavour (album Momenti sì momenti no)                            |
| 1989  | Mi aggrappo (Je Me Raccroche A Toi )                  | Sergio Bardotti - Nini Giacomelli                              | Charles Aznavour Garvarentz                      | Charles Aznavour (album Momenti sì momenti no)                            |
| 1989  | Abbracciami( Embrasse - Moi )                         | Sergio Bardotti - Nini Giacomelli                              | Charles Aznavour                                 | Charles Aznavour (album Momenti sì momenti no)                            |
| 1989  | Le barche sono fuori/Les bateaux sont partis          | Sergio Bardotti - Nini Giacomelli                              | Charles Aznavour Bernard Dimey                   | Charles Aznavour (album Momenti sì momenti no)                            |
| 1989  | Un'idea( Une Idée )                                   | Sergio Bardotti - Nini Giacomelli                              | Charles Aznavour                                 | Charles Aznavour (album Momenti sì momenti no)                            |
| 1989  | Io come farò                                          | Sergio Bardotti                                                | Gino Paoli e Mauro Pagani                        | Ornella Vanoni                                                            |
| 1989  | Ti lascerò                                            | Sergio Bardotti, Fausto Leali e Fabrizio Berlincioni           | Franco Fasano e Franco Ciani                     | Fausto Leali e Anna Oxa (45 tours)                                        |
| 1997  | Facendo i conti (con Chico Buarque de Hollanda)       | Sergio Bardotti - Nini Giacomelli                              | Chico Buarque de Hollanda - Francis Hime         | Tosca                                                                     |
| 1997  | Ho fatto un sogno                                     | Sergio Bardotti e Antonello Venditti                           | Antonello Venditti e Ennio Morricone             | Antonello Venditti                                                        |
| 2001  | Aria                                                  | Sergio Bardotti                                                | Dario Baldan Bembo                               | Dario Baldan Bembo                                                        |
| 2004  | Acqua                                                 | Nini Giacomelli - Sergio Bardotti                              | Franco Bertoldi - Alessandra Amaddii             | Bibi Bertelli e Sam Session                                               |
| 2004  | Favole a pelo d'acqua                                 | Nini Giacomelli - Sergio Bardotti                              | Franco Bertoldi - Alessandra Amaddii             | Bibi Bertelli e Sam Session                                               |
| 2004  | Magdalena                                             | Nini Giacomelli - Sergio Bardotti                              | Franco Bertoldi                                  | Alessandra Amaddii e Sam Session                                          |
| 2004  | Pepito Puzzone                                        | Nini Giacomelli - Sergio Bardotti                              | Franco Bertoldi -Alessandra Amaddii              | Bibi Bertelli e Sam Session                                               |
| 2004  | La paura                                              | Nini Giacomelli - Sergio Bardotti                              | Franco Bertoldi                                  | Franco Bertoldi e Sam Session                                             |
| 2004  | Drago Sciacquone                                      | Nini Giacomelli - Sergio Bardotti                              | dalla "Marcia militare" di Franz Schubert        | Chiara Trebo con Luis Bacalov                                             |
| 2007  | Samba del grande amore/Samba do grande amor           | Sergio Bardotti                                                | Chico Buarque de Hollanda                        | Elisabetta Prodon                                                         |
| 2008  | Se fossi il tempo                                     | Sergio Bardotti - Nini Giacomelli                              | Pino Massara                                     | Simone Cristicchi                                                         |
| 2008  | La ballerina/Ciranda da bailarina                     | Sergio Bardotti - Nini Giacomelli                              | Chico Buarque de Hollanda                        | Sergio Bardotti                                                           |
| 2008  | Inno del Breno/Ino do Politeama                       | Sergio Bardotti - Nini Giacomelli                              | Chico Buarque de Hollanda                        | Sergio Bardotti e Nini Giacomelli                                         |
| 2008  | Vita/Vida                                             | Sergio Bardotti - Nini Giacomelli                              | Chico Buarque de Hollanda, Francis Hime          | Chico Buarque de Hollanda (                                               |
| 2008  | Com'è che ti va?/Onde anda você?                      | Sergio Bardotti - Nini Giacomelli                              | Vinicius de Moraes                               | Sergio Cammariere                                                         |
| 2008  | Questo nuovo amore/Le prochain amour                  | Sergio Bardotti - Nini Giacomelli                              | Jacques Brel                                     | Max Manfredi                                                              |
| 2008  | Io non lo so/Je ne sais pas                           | Sergio Bardotti - Nini Giacomelli                              | Jacques Brel                                     | Raffella Benetti                                                          |
| 2008  | Canzone dei ministri                                  | Sergio Bardotti - Nini Giacomelli                              | Luis Bacalov                                     | Luca Faggella (                                                           |
| 2008  | Ti voglio dire addio                                  | Sergio Bardotti - Nini Giacomelli                              | Charles Aznavour                                 | Massimo Ranieri                                                           |
| 2008  | Samba del grande amore/Samba do grande amor           | Sergio Bardotti                                                | Chico Buarque de Hollanda                        | Elisabetta Prodon                                                         |
| 2008  | Questa pianura/Le plat pays                           | Sergio Bardotti - Gino Paoli                                   | Jacques Brel                                     | Gianmaria Testa                                                           |